# PZL M-4 Tarpan
PZL M-4 Tarpan – polski samolot szkolno-treningowy w układzie metalowego wolnonośnego dolnopłatu, zaprojektowany do szkolenia podstawowego pilotów polskich aeroklubów.

## Historia
Pod koniec lat 50 XX w. Aeroklub PRL zmienił wymagania stawiane samolotowi szkoleniowemu i zrezygnował z zamówienia PZL M-2. Przemysłowi lotniczemu zostały przedstawione nowe wymagania stawiane samolotowi szkolno-treningowemu przewidzianemu do szkolenia polskich pilotów. Miał to być wolnonośny dolnopłat z miejscami w układzie tandem i trójkołowym chowanym podwoziem z kółkiem przednim. Był przeznaczony do szkolenia podstawowego w pilotażu, do pełnej akrobacji normalnej i odwróconej, lotów zespołowych i treningu w pełnym zakresie programu szkolenia. Zakładano, że wymiary ulegną zmniejszeniu ale masa własna nie wzrośnie. W porównaniu do PZL M-2 miał też mieć o 25 km/h większą prędkość i bogatsze wyposażenie.
Prace projektowe ruszyły w Ośrodku Konstrukcji Lotniczych nr 2 (OKL nr 2) w Mielcu, kierowanym przez inż. Stanisława Jachyrę. W jego skład weszli: inż. Piotr Biegocki, inż. Marian Chybicki, inż. Edward Nowicki, inż. Kazimierz Kita, inż. Witold Merle, inż. Telesfor Myszka, inż. Janusz Olenderek, inż. Tadeusz Stępczyk i inni. Stanisław Jachyra, przy współpracy zespołu, opracował projekt wstępny na który składała się ogólna koncepcja, układ i zasadnicze elementy konstrukcji. W 1959 roku uzyskano akceptację projektu przez Aeroklub PRL. Zamawiający podjął decyzję o konieczności opracowania dwóch wersji samolotu: M-4 przeznaczonej do szkolenia i treningu oraz do akrobacji normalnej i odwróconej oraz M-4P przeznaczonej do lotów nawigacyjnych, w trudnych warunkach atmosferycznych, bez widoczności ziemi oraz lotów nocnych.
W 1959 r. ukończono podstawową dokumentację M-4 i rozpoczęto produkcję elementów konstrukcyjnych samolotu, które poddano próbom wytrzymałościowym i funkcjonalnym. W 1960 r. powstał prototyp, z powodu opóźnienia w pracach nad silnikiem WN-6B jego oblot nastąpił dopiero 7 września 1961 r. Kilka dni później został zaprezentowany na Wystawie Przemysłu lotniczego w Warszawie. Obloty przeprowadził pilot Tadeusz Gołębiewski.
W 1962 r. przeprowadzono próby fabryczne prototypu. Obliczeniowa masa własna została przekroczona o 142 kg, uznano, że samolot nie spełnia warunków technicznych. Dokumentacja została zwrócona do biura konstrukcyjnego celem poprawy. W celu poprawy chłodzenia silnika przeprojektowana została jego osłona oraz przesunięta chłodnica oleju. Jeszcze przed próbami państwowymi Zjednoczenie Przemysłu Lotniczego podjęło decyzję o uruchomieniu produkcji samolotu w WSK-Okęcie. 14 października 1963 r. doszło do uszkodzenia samolotu w locie, w efekcie ster wysokości i lotki otrzymały wyważenie masowe.
19 maja 1964 r. przekazano samolot do instytutu Lotnictwa. Próby w locie wykazały, że samolot spełnia wymagane założenia. Samolot mógł sprawiać jednak problemy niedoświadczonym pilotom gdyż nie ostrzegał przed przeciągnięciem, trudne też było utrzymanie kursu samolotu ze względu na zbyt mate tłumienie kierunkowe samolotu. Zalecano również poszerzenie zestawu przyrządów pokładowych. Instytut Lotnictwa orzekł, że samolot po wprowadzeniu niewielkich zmian, może stać się jednym z lepszych samolotów użytkowanych w Aeroklubie PRL. Samolot zwrócono producentowi z listą zalecanych poprawek (m.in. wymiana silnika).

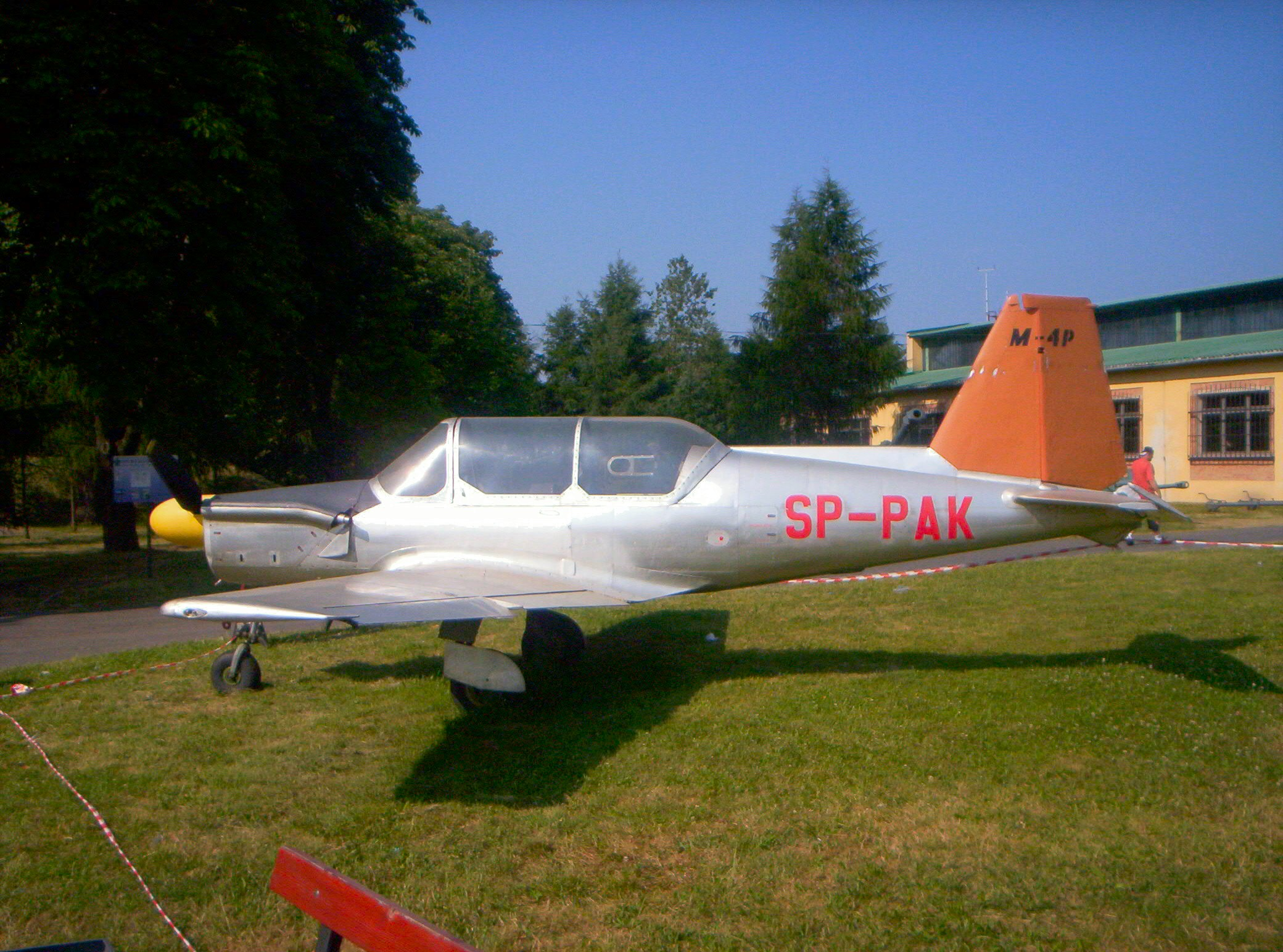
PZL M-4 Tarpan w zbiorach Muzeum Lotnictwa Polskiego w Krakowie

Drugi prototyp Tarpana, ze znakami rejestracyjnymi SP-PAK, w wersji przelotowej M-4P oblatano 18 lipca 1964 r. Do wyposażenia dodano elektryczny sztuczny horyzont, żyrobusolę oraz radiokompas. Badania w locie wykazały, że samolot zachowuje się poprawnie. Kołowanie i rozbieg przebiegało prawidłowo. W locie samolot był stateczny, sterowny i prawidłowy w pilotażu. Lądowanie nie sprawiało problemu, samolot utrzymywał kierunek w dobiegu.
Dalsze prace nad samolotem nie były kontynuowane, uznano, że silnik nie jest dopracowany. Powodem z rezygnacji Aeroklubu PRL z zamówienia samolotu PZL M-4 Tarpan były zbyt wysokie koszty produkcji.
Wytwórnia WSK Mielec we własnym zakresie dokonała dostosowania obu prototypów do roli jednoosobowego samolotu akrobacyjnego. Zlikwidowano tylną kabinę oraz usunięto zbędne wyposażenie. Przekazano je do testów pilotom kadry narodowej, którzy wydali pozytywną opinię o samolotach. Zjednoczenie Przemysłu Lotniczego nie wyraziło zgody na dopuszczenie samolotów do startu w Międzynarodowych Zawodach w Akrobacji Samolotowej w Łodzi w 1965 r.
Egzemplarz z numerem fabrycznym I/3 i znakami rejestracyjnymi SP-PAK był użytkowany w Aeroklubie Mieleckim. Po skasowaniu został przekazany 19 października 1971 r. do zbioru Muzeum Lotnictwa Polskiego w Krakowie. Egzemplarz z numerem rejestracyjnym SP-PAW został na początku 1971 r. przekazany do Zakładów Metalowych w Nowej Dębie, gdzie został wykorzystany jako dekoracja przedsiębiorstwa.

## Konstrukcja
Dwumiejscowy wolnonośny dolnopłat konstrukcji metalowej z chowanym podwoziem.
Kadłub o konstrukcji półskorupowej. Silnik oddzielony od kabiny załogi stalową przegrodą ogniową. Miejsca załogi w układzie tandem, tablice przyrządów wyposażone w prędkościomierz, wysokościomierz, wariometr, zakrętomierz, busolę, zegar, obrotomierz, kontroler silnika, paliwomierz, manometr ciśnienia ładowania, termometr głowic silnika i woltoamperomierz. Obydwie kabiny były wyposażone w podwójne sterownice złożone z pedałów i drążka sterowego. Kabina tylna była kabiną główną, miała pełne wyposażenie w wyłączniki i dźwignie. Piloci mieli do dyspozycji radiostację i telefon pokładowy. Kabina zakryta dwuczęściową osłoną złożoną z nieruchomego wiatrochronu i jednoczęściowej osłony odsuwanej do tyłu. Konstrukcja kadłuba usztywniona wręgami i podłużnicami. Wzdłuż górnej tylnej części kadłuba biegła płetwa przechodząca w statecznik pionowy.
Płat dwudzielny o konstrukcji dwudźwigarowej, półskorupowej, kryte blachą duralową, profil u nasady NACA 23015, na końcu NACA 23012. Obrys płata trapezowy. Wyposażone w lotki szczelinowe sprężone ze szczelinowymi klapami. Napęd lotek popychaczami, klap pneumatyczny. W skrzydle znajdował się główny zbiornik paliwa przedniego kesonu. Keson przedni w przykadłubowej części płata stanowił integralny zbiornik paliwa.
Usterzenie wolnonośne, o konstrukcji półskorupowej i pokryciu metalowym. Usterzenie wysokości niedzielone, wyposażone w klapkę wyważającą napędzaną silnikiem elektrycznym. Ster wysokości napędzany popychaczami, ster kierunku linkami.
Podwozie trójkołowe, chowane w locie, z kołem przednim. Golenie podwozia głównego mocowane do przedniego dźwigara skrzydła, wyposażone w amortyzację olejową-powietrzną i hamulce pneumatyczne. Hamulce sprzężone ze sterownicą nożną. Koło przednie chowane do tyłu, wyposażone w tłumik drgań shimmy. Podwozie opuszczane i chowane za pomocą instalacji pneumatycznej, w sytuacji awaryjnej istniała możliwość opuszczenia podwozia za pomocą systemu mechanicznego.
Napęd stanowił sześciocylindrowy silnik WN-6B chłodzony powietrzem, napędzający dwułopatowe śmigło przestawne o średnicy 2 m i stałych obrotach. Rozruch silnika przy pomocy sprężonego powietrza. Instalacja paliwowa i olejowa dostosowana do lotów odwróconych. Za silnikiem znajdował się zbiornik oleju o pojemności 22 l. Zużycie paliwa wynosiło 44 l/h.